# Józef Francuzowicz
Józef Francuzowicz (zm. 11 marca 1940 w Wilnie) – poeta polski, oryginał wileński.
Urodzony w majątku Szyły na ziemi kowieńskiej, był synem ziemian Konstantego i jego drugiej żony Józefy Sękowskiej. Uzyskał wszechstronne wykształcenie, m.in. znał języki klasyczne; w czasie studiów na uniwersytecie w Petersburgu popadł jednak w alkoholizm, który doprowadził go wkrótce do upadku życiowego.
Francuzowicz znany był w Wilnie jako obdarty poeta, deklamujący na ulicy Iliadę lub utwory Wergiliusza. Własne wiersze zanosił do redakcji wileńskich, uzyskując w ten sposób drobne zasiłki. W 1920 wydał dwa tomiki wierszy. Był stałym bywalcem noclegowni na ulicy Połockiej (tzw. "Cyrku"). Zmarł w marcu 1940 na poddaszu cegielni przy ulicy Zwierzynieckiej; przy zmarłym znaleziono, poza butelką eteru, zeszyt z wierszami.